# Черемисино (Амурская область)
Череми́сино — село в Михайловском районе Амурской области, Россия.
Входит в Зеленоборский сельсовет.

## География
Село Черемисино стоит на левом берегу реки Завитая.
Село Черемисино расположено к северу от районного центра Поярково, автомобильная дорога идёт через административный центр Зеленоборского сельсовета село Зелёный Бор.
Расстояние до Зелёного Бора — 7 км, расстояние до Поярково (по автодороге) — 16 км.
От села Черемисино вверх по левому берегу Завитой идёт дорога к селу Красный Яр. На восток от села — выезд на автотрассу Поярково — Завитинск.
Вблизи села Черемисино на правом берегу Завитой стоят сёла Коршуновка (5 км выше по течению) и Красный Восток (4 км ниже по течению).

## Население
| 2002 | 2010 | 2012 | 2013 | 2014 | 2015 | 2016 |
| ---- | ---- | ---- | ---- | ---- | ---- | ---- |
| 182  | ↘150 | →150 | ↘144 | ↘134 | ↘125 | ↘123 |
| 2017 | 2018 |      |      |      |      |      |
| ↘121 | ↗124 |      |      |      |      |      |